# Calectasia cyanea
Calectasia cyanea, trajnica ili polugrm plavih ili ljubičastih cvjetova, i crvenih i žutih prašnika. Australski je endem koji raste jedino u Zapadnoj Australiji na donji toku rijeke Murchison pa do Nacionalnog parka Fitzgerald, i poznat je iz jedne populacije otprilike 10 km južno od Albanyja (CALM 2005).

## O rasprostranjenosti
Vrsta je u prošlosti netočno zabilježena kao rasprostranjena diljem jugozapadne Zapadne Australije. Međutim, to je bilo zbog pogrešne identifikacije (vrsta je prethodno pogrešno zamijenjena s C. narragara) i sada je poznato da je pravi plavi ljiljan (Calectasia cyanea) ograničen na malo područje južno od Albanyja (CALM 2005).
Trenutačni opseg pojavljivanja plavog ljiljana je 0,02 km² (CALM 2005). Malo je podataka koji bi ukazivali na smanjenje područja naseljenosti ove ograničene vrste (CALM 2005).
Malo je podataka koji bi ukazivali na trenutni pad u opsegu pojavljivanja ove vrlo ograničene vrste. Izvorni opseg pojavljivanja nije poznat, ali malo je vjerojatno da je nekoliko zbirki koje su sakupili rani botaničari prikupljeno na istom mjestu kao i sadašnja populacija (S.Barrett 2005, osobno priopćenje). Vjeruje se da su raniji primjerci pronađeni u blizini Albanyja, iako nisu dostupni točni detalji o tim lokacijama (CALM 2005).
Budući da je vrsta trenutno poznata samo iz jedne populacije unutar Nacionalnog parka Torndirrup, ne može se smatrati da ima fragmentiranu rasprostranjenost (CALM 2005).
Ne postoje translocirane populacije ove vrste. Ograničena količina sjemenskog materijala je prikupljena i trenutno je pohranjena u West Australian Threatened Flora Seed Center (TFSC 2005).

## Sinonimi
- Huttia elegans Preiss ex Hook.; Bot. Mag. t. 3834 (1840)